# A Perfect Circle
A Perfect Circle američka je rock supergrupa koju su 1999. osnovali gitarist Billy Howerdel i Toolov pjevač Maynard James Keenan. Objavila je četiri studijska albuma, od kojih su prva tri objavljena početkom 2000-ih: Mer de Noms (2000.), Thirteenth Step (2003.) i Emotive (2004.); potonji se uradak sastoji od korjenito prerađenih obrada. Ubrzo nakon objave Emotivea sastav je privremeno prestao s radom; Keenan se vratio Toolu i počeo je objavljivati samostalne radove pod imenom Puscifer, dok je Howerdel objavio samostalni album Keep Telling Myself It's Alright pod pseudonimom Ashes Divide. Skupina je tijekom sljedećih godina bila povremeno aktivna; ponovno se okupila 2010. te je nastupala uživo od 2010. do 2013., no opet je postala neaktivna nakon objave albuma najvećih hitova Three Sixty i koncertnog albuma / box seta A Perfect Circle Live: Featuring Stone and Echo koncem 2013. Još se jednom okupila 2017., a 20. travnja 2018. objavila je četvrti studijski album, Eat the Elephant.
Grupa često pravi stanku u radu zbog Keenanovih ostalih glazbenih obaveza; također, u njoj su tijekom razdoblja aktivnosti i neaktivnosti sudjelovali različiti glazbenici. Izvornu su postavu uz Keenana i Howerdela činili basistica Paz Lenchantin, gitarist Troy Van Leeuwen i bubnjar Josh Freese. Primusov bubnjar Tim Alexander nakratko je bio bubnjar prije Freesea i nastupao je na prvim koncertima. Međutim, to je bilo u vrijeme prije objave studijskih uradaka. Suradnik skupine i producent Danny Lohner, kao i basist Marilyn Mansona Jeordie White, također su početkom 2000-ih nakratko bili članovi A Perfect Circlea. Sadašnju postavu uz Keenana i Howerdela čine gitarist The Smashing Pumpkinsa James Iha, basist Matt McJunkins i bubnjar Jeff Friedl; potonja dvojica također pridonose u Pusciferu i Ashes Divideu. Usprkos brojnim promjenama u postavi stilski je sadržaj pjesama A Perfect Circlea ostao relativno dosljedan – Howerdel sklada glazbu, a Keenan piše tekstove i osmišljava vokalne melodije. Studijski albumi sastava uglavnom su dobili pozitivne kritike i komercijalno su uspješni; prva su tri studijska albuma do 2005. zajedno prodana u 4 milijuna primjeraka.

## Povijest

### Osnivanje iMer de Noms(1999. – 2000.)
Idejni začetnik sastava je Billy Howerdel, bivši tehničar gitare za Nine Inch Nails, The Smashing Pumpkins, Fishbone i Tool. Howerdel je 1992. upoznao pjevača Maynarda Jamesa Keenana, kad je Tool bio predgrupa Fishboneu, i postali su prijatelji. Tri godine kasnije Keenan je Howerdelu, koji je tražio smještaj, ponudio sobu u svojoj kući u Sjevernom Hollywoodu. To je Howerdelu omogućilo da Keenanu odsvira demouratke svoje glazbe. Budući da mu se svidjelo ono što je čuo, Keenan je izjavio: "Mogu se čuti kako pjevam [na tim pjesmama]." Howerdel je u početku želio da u A Perfect Circleu pjeva Elizabeth Fraser iz Cocteau Twinsa, no nije bila dostupna. Howerdel se složio da bi Keenan bio dobar izbor za pjevača i sastav je nastao ubrzo nakon toga. Toj dvojici pridružili su se basistica i violinistica Paz Lenchantin, bivši Failureov gitarist Troy Van Leeuwen i Primusov bubnjar Tim Alexander. Prvi koncert skupina je održala u Viper Club Receptionu u Los Angelesu u kolovozu 1999., nakon čega je održala veći i medijski popraćeniji nastup na festivalu Coachella u listopadu te godine. Iako je u početku skupina bila u pregovorima s Volcano Recordsom, Toolovom diskografskom kućom, Keenan je izjavio da su ipak odlučili potpisati ugovor s Virgin Recordsom jer je smatrao da taj izdavač bolje razumije činjenicu da mu je to jednako važan sastav kao i Tool i da ga ne smatra manjim sporednim projektom. Nakon što je održao nekoliko koncerata i osigurao si ugovor s diskografskom kućom, sastav je ušao u studio kako bi počeo raditi na prvome albumu. Alexandera je ubrzo zamijenio Josh Freese, koji je prethodno radio s Howerdelom na albumu Chinese Democracy Guns N' Rosesa; Alexanderov je jedini doprinos albumu sviranje bubnjeva na pjesmi "The Hollow".
Debitantski album, Mer de Noms (u prijevodu s francuskog jezika "More imena"), objavljen je 23. svibnja 2000. Dobio je pozitivne kritike i komercijalno je bio uspješan. Debitirao je na četvrtom mjestu ljestvice Billboard 200 jer je u prvom tjednu objave prodan u 188.000 primjeraka, zbog čega je postao najprodavaniji debitantski album nekog rock sastava. Mer de Noms 31. listopada 2000. postigao je platinastu nakladu za milijun prodanih primjeraka. Sastavu je za taj uradak California Music Awards dodijelio nagradu za "najbolji debitantski album". U recenziji za Rolling Stone Pat Blashill napisao je da je Keenan "Howerdelovim pjesmama dao gotovo opernu anksioznost" i zaključio je recenziju izjavom da "A Perfect Circle zvuči kao očajnički san o onome što je rock nekoć bio. Možda je u tome i poanta." AllMusicov je recenzent izjavio da "nema sumnje da je neodoljivi spoj Keenanova bolna glasa s Howerdelovim dotjeranim pjesama i produkcijskim vještinama stvorio jedan od najboljih uradaka 'modernog rocka' 2000. godine, što god da je ostalo od tog žanra."
Promidžba je započela ubrzo nakon završetka snimanja. U početku je A Perfect Circle bio predgrupa Nine Inch Nailsu tijekom turneje Fragility v2.0, no naknadno je otišao na različite turneje diljem svijeta kao glavni izvođač i na njima proveo osam mjeseci. Budući da je Keenan bio poznat zbog rada s drugom skupinom, tijekom nastupa često bi nosio dugačke perike kako bi se razlikovao od lika koji utjelovljuje dok nastupa s Toolom. S albuma su objavljena i tri singla: "Judith", "3 Libras" i "The Hollow". Sva su tri komercijalno uspješna; poimence su se pojavili na četvrtom, dvanaestom i četrnaestom mjestu Billboardove ljestvice Mainstream Rock.

### Thirteenth Step(2001. – 2003.)
Grupa je smanjila svoju aktivnost krajem 2000. kad se Keenan vratio Toolu da bi dovršio snimanje onoga što je postalo album Lateralus. Keenan se potom vratio A Perfect Circleu kako bi s njime bio na turneji od siječnja do ožujka 2001., a nakon toga se ponovno vratio Toolu za ostatak 2001. kako bi objavio i koncertima podržao Lateralus. U početku je Howerdel namjeravao surađivati s Keenanom na pisanju pjesama na daljinu dok je Keenan bio na turneji tako što bi jedan drugome slali ideje, no Keenanu je bio problem jednako se posvetiti obama zadatcima, pa se odlučio posvetiti Toolu i umanjiti razinu svojih doprinosa. Howerdel je nastavio raditi na novom materijalu i sredinom 2002., a u međuvremenu je sporadično radio i s Van Leeuwenom, Lenchantin i Freeseom. Van Leeuwen pretpostavio je da je do lipnja 2002. snimljeno oko 80 % instrumentalnih dionica dok je skupina čekala na Keenanov povratak. Međutim, promjene u postavi i nesuglasice oko glazbenog stila albuma dovele su do toga da album nije bio objavljen više od godine dana. I Lenchantin i Van Leeuwen radili su na samostalnom materijalu dok je skupina bila neaktivna, a potom su se pridružili ostalim sastavima. Lenchantin je napustila A Perfect Circle kako bi se u travnju 2002. pridružila novoj grupi Billyja Corgana pod imenom Zwan, a Van Leeuwen otišao je na turneju s Queens of the Stone Ageom. Bivši basist Marilyn Mansona Jeordie White, nekoć znan kao Twiggy Ramirez, zamijenio je Lenchantin u siječnju 2003. Ubrzo nakon toga Van Leeuwen napustio je skupinu i dugogodišnji ga je suradnik Danny Lohner privremeno zamijenio kao drugi gitarist da bi dovršio snimanje albuma.
Keenan se ponovno priključio snimanju početkom 2003. i glazba se počela mijenjati zbog njegova utjecaja i nove postave. Uz promjenu članova u postavi došlo je i do promjene u dinamici: Prije objave Mer de Nomsa Howerdel je napisao i dovršio glazbu svih pjesama, a Keenan je doprinio tekstovima i vokalima. Za vrijeme rada na novom uratku Keenan je aktivnije sudjelovao u mijenjanju odnosno odbacivanju glazbenih ideja jer nije želio snimiti još jedan puki hard rock album – smatrao je da bi to bilo suvišno. Proces snimanja postao je napet; Howerdel je preferirao žešće skladbe koje je napisao dok je čekao da se Keenan vrati u grupu, a katkad bi ga uvrijedili Keenanovi prijedlozi za blažim aranžmanima. White je postao posrednik između njih dvojice; bio je nov u skupini, zbog čega je mogao stvari sagledati iz vanjskog kuta i pomoći im da se dogovore. Sastav je objavio drugi album, Thirteenth Step, 16. rujna 2003. Album je debitirao na višem mjestu od Mer de Nomsa – u prvom tjednu objave prodan je u preko 233.000 primjeraka i zbog toga se pojavio na drugom mjestu ljestvice. To glazbeno izdanje i nov zvuk dobili su i pozitivne kritike. Recenzija albuma na mrežnom mjestu AllMusic pohvalila je nov zvuk skupine i opisala ga "melankoličnijim, napetijim i atmosferičnijim (ako je to moguće) od prethodnika... Širokopojasne dinamike, toliko uočljive na debitantskom albumu, gotovo da više nema. Vrišteće gitare zamijenjene su pažljivo oblikovanim melodijama kojima je atmosfera, koja posve prekriva slušatelja, povećana do maksimuma. Iako nije korijenski odmak od Mer de Nomsa, prisutan je stvaran razvoj... U tekstualnom, glazbenom i zvučnom smislu Thirteenth Step dokazuje da u rocku glavne struje i dalje ima života i vizije."
Promidžbena turneja za album počela je u srpnju 2003. u SAD-u i trajala je do konca godine; dio turneje održao se i u Europi u rujnu, tijekom čega je sastav nastupao s Deftonesom. Lohner se nije mogao posvetiti turneji na dulje vrijeme i zamijenio ga je James Iha, bivši gitarist The Smashing Pumpkinsa. U siječnju 2004. grupa je održala koncerte u Europi, na Novom Zelandu i u Japanu. U ožujku se vratila u Sjedinjene Države i u lipnju je zaključila turneju, na kojoj je na koncu provela godinu dana. U međuvremenu su objavljena tri singla s albuma: "Weak and Powerless", "The Outsider" i "Blue". "Weak and Powerless" pojavio se na vrhu Billboardovih ljestvica Modern Rock Tracks i Mainstream Rock Songs, a "The Outsider" je kasnije ušao u najviših pet mjesta tih ljestvica. "Weak and Powerless" i "The Outsider" bile su jedine pjesme koje su ostvarile izniman uspjeh i na ostalim ljestvicama; poimence su se pojavile na 61. i 79. mjestu ljestvice Billboard Hot 100.

### Emotive(2004.)
Nakon završetka turneje za Thirteenth Step tijekom prve polovice 2004. sastav je najavio dulju pauzu u radu tijekom koje bi se Keenan vratio Toolu, a Howerdel bi se posvetio samostalnoj karijeri. U srpnju 2004. Keenan je nastupio na koncertu Axis of Justice koji su organizirali Serj Tankian  (System of a Down) i Tom Morello (Rage Against the Machine) – u pitanju je događaj na kojemu su glazbenici podržavali političke i društvene ciljeve. Na nastupu Keenan je najavio da će A Perfect Circle objaviti zbirku političkih obrada. Kad je počela turneja za Thirteenth Step, Howerdel i Keenan raspravljali su o mogućim idejama za treći studijski album. Jedna od ranih ideja bila je snimiti album obrada, premda su smatrali da im je potreban valjan razlog da to učine. Keenan, koji je tijekom promidžbene turneje kritizirao predsjednika Georgea W. Busha, predložio je da sve obrade budu političke tematike; iako je Howerdel uglavnom u javnosti apolitičan, složio se s takvim konceptom zbog političkog i društvenog ozračja poslije napada 11. rujna 2001. Zbog toga su nakratko odgodili dotadašnje planove i odlučili se posvetiti izradi trećeg studijskog albuma A Perfect Circlea. Keenan je istaknuo da usprkos njegovu mišljenju o Bushu taj album nije toliko "protiv Busha" koliko je "protiv političke apatije" – želio je potaknuti slušatelje da počnu istraživati i više se angažirati u politiku.
Grupa je užurbano radila na albumu kako bi ga mogla objaviti prije studenskih predsjedničkih izbora u SAD-u 2004.; zbog toga je između objava dvaju albuma prošlo tek nešto više od godine dana. Snimanje je trajalo od kraja lipnja do početka rujna. Premda su tijekom snimanja uglavnom bili aktivni Howerdel, Keenan i Freese, albumu su doprinijeli i prethodni i sadašnji članovi skupine, među kojima su Lechantin, Lohner, White i Iha. Keenan, svjestan vremenskih ograničenja i Howerdelove težnje za snimanjem samostalnih albuma, nagovorio je Howerdela da pjeva na trećini albuma. Odabran je širok spektar pjesama za obradu, od "What's Going On" Marvina Gayea do "When the Levee Breaks" Led Zeppelina. Većina pjesama korjenito je prerađena, a katkad su posve neprepoznatljive u usporedbi s izvornim skladbama. Howerdel je izjavio da su namjeravali te pjesme učiniti vlastitima i priznao je da do 2010. nije čuo izvornu inačicu pjesme "Annihilation" grupe Crucifix, još jedne pjesme izabrane za album. Dodao je da su neke pjesme u početku bile izvorne kompozicije A Perfect Circlea, a potom je skupina u njih uvrstila tekstove pjesama ostalih pjesama, zbog čega su postale obrade.
Treći studijski album, Emotive, objavljen je 2. studenog 2004. – na sam dan izbora predsjednika SAD-a. Međutim, kritike su bile više podijeljene nego pri objavi prethodnih dvaju albuma; nekim recenzentima i obožavateljima nije se svidio odmak prema političkim temama, odnosno velika sloboda koju su si članovi dopustili pri snimanju obrada. Drugi su optužili skupinu da prebrzo radi na trećem albumu kako bi zaključila ugovorne obaveze s Virgin Recordsom, što je Howerdel negirao. Uradak je i dalje dobio uglavnom pozitivne kritike. Prodaja je također bila relativno uspješna, premda manje od prethodnih albuma. Debitirao je na drugom mjestu ljestvice Billboard 200; u prvom je tjednu objave prodan u 142.000 primjeraka, čime je dostigao uspjeh Thirteenth Stepa na ljestvici, no u usporedbi s njim prodano je gotovo 90.000 primjeraka manje. Kasnije je postigao zlatnu nakladu, što znači da je prodan u 500.000 primjeraka.
Grupa nije otišla na turneju kako bi podržala album nego je privremeno prekinula s radom ubrzo nakon što ga je dovršila. S albuma su objavljena dva singla; prvi je tmurna obrada pjesme "Imagine" Johna Lennona, dok je kao drugi singl objavljena "Passive", jedna od tek dvije originalne pjesme na albumu, koja je počela nastajati još u vrijeme rada na neobjavljenom projektu Tapeworm Trenta Reznora. Krajem 1990-ih Reznor je osnovao projekt za pjesme koje nisu pristajale zvuku Nine Inch Nailsa, a naknadno je prerastao u suradnički projekt s nekoliko drugih glazbenika. Pjesmi "Vacant" 1999. su doprinijeli Keenan i Lohner, no projekt je početkom 2000-ih poslan u "razvojni pakao" zbog kreativnih i pravnih problema mnogih suradnika, pa je A Perfect Circle počeo svirati tu pjesmu na svojim nastupima. Budući da je projekt posve okončan 2004., Keenan je odlučio preraditi pjesmu za Emotive i promijenio joj je ime u "Passive". K tome, dva tjedna nakon objave albuma, 16. studenog 2004., skupina je objavila kompilaciju koja se sastojala od CD-a i DVD-a pod imenom Amotion. DVD sadrži glazbene spotove za šest singlova koje je sastav objavio; CD čine remiksane inačice singlova s albuma Mer de Noms i Thirteenth Step.

### Obustava rada i ostali projekti (2005. – 2009.)
Grupa je privremeno prekinula svoj rad u siječnju 2005. i članovi su se posvetili zasebnim projektima. Keenan se vratio Toolu i s njime snimio album 10,000 Days (objavljen 2006.), Howerdel se okrenuo samostalnoj karijeri, a ostali su članovi ili otišli na turneju ili postali studijski glazbenici. Budućnost grupe nekoliko je sljedećih godina bila upitna. Howerdel je u listopadu 2005. izjavio da je "rad na projektu privremeno obustavljen odnosno zaključen je do daljnjega", Keenan je u travnju 2006. izjavio da je sastav "na aparatima", dok je Howerdel mjesec dana kasnije komentirao da je "zasad gotov". Koncem 2007. Keenan je ipak izjavio da bi se skupina jednom mogla ponovo okupiti, ali da bi djelovala u manjoj mjeri – otišla bi na turneju ili objavila novi singl, ali ne i novi studijski album. Objasnio je:
Howerdel je nastavio raditi na projektima s različitim bivšim članovima A Perfect Circlea. Godine 2005. skladao je glazbu za videoigru Jak X: Combat Racing; na nekoliko je pjesama radio s Van Leeuwenom, Lenchantin i Freeseom. Od 2005. do 2007. nastavio je raditi na samostalnom albumu; zbog teškoće snimanja počeo je surađivati s bivšim članovima A Perfect Circlea – s Lohnerom kao producentom, Freeseom kao bubnjarom i Lenchantin kao suautoricom jedne pjesme. Taj je materijal na koncu početkom 2008. objavljen na albumu Keep Telling Myself It's Alright pod imenom projekta Ashes Divide. Keenan se u međuvremenu odmaknuo od Toola i započeo vlastiti samostalni projekt Puscifer, s kojim je 2007. počeo objavljivati studijske albume. Iako su obojica radila na samostalnim projektima, i Keenan i Howerdel komentirali su 2008. da sastav nije raspušten.

### Ponovno okupljanje i kompilacije (2010. – 2016.)
Već je u prosincu 2008. Keenan izjavio da su on i Howerdel pasivno i odvojeno skladali novi materijal za A Perfect Circle, premda je grupa službeno i dalje bila neaktivna do sredine 2010. Do prekretnice je došlo zbog neočekivane suradnje Keenana i Howerdela; Keenan je u lipnju 2010. na izložbi E3 2010 morao izvesti obradu pjesme "Bohemian Rhapsody" s Queenovim gitaristom Brianom Mayem, no May je otkazao u posljednji trenutak. Budući da mu je bio potreban gitarist i da je znao da je Howerdel u blizini, pristupio mu je i zatražio ga da na tom koncertu svira gitaru. Iako se nije stigao posve pripremiti, nastup je prošao uspješno i kasnije su obojica izrazila težnju za zajedničkim nastupima.
U rujnu 2010. skupina je službeno najavila da prekida pauzu u radu i izjavila da će ponovno nastupati uživo. Keenan, Howerdel, Freese i Iha vratili su se svojim ulogama; međutim, budući da Lenchantin i White nisu bili dostupni, grupi se priključio basist Matt McJunkins, koji je nastupao s Ashes Divideom i Pusciferom. Koncerti su trajali do kraja 2010.; grupa je otišla u pet različitih gradova i u svakom je od njih nastupala tri noći zaredom. Svake je noći svirala materijal sa svakog od svojih albuma – Mer de Nomsa, Thirteenth Stepa i Emotivea. Bio je to prvi put da je većina pjesama s potonjeg uratka izvedena uživo. Tijekom godine članovi skupine raspravljali su o snimanju novih pjesama, no sa zadrškom. Keenan je inzistirao na tome da zbog logistike i industrijskih trendova vjerojatno neće snimiti novi album i da je više moguće da će objavljivati zasebne, jednokratne pjesme. Howerdel je istaknuo da je skladao glazbu i Keenanu pokazivao demouratke još od 2008., ali da se veći dio materijala stalno mijenjao; dio materijala Keenan je prihvatio kao moguće pjesme A Perfect Circlea, a ostale je skladbe Keenan ili odbio ili ih je Howerdel sačuvao za potencijalni drugi album Ashes Dividea.
Sastav je nastavio održavati koncerte i 2011., tijekom koje je otišao i na sjevernoameričku turneju koja je trajala od svibnja do kolovoza. Među poznatijim mjestima nastupa bili su Rock on the Range, Edgefest, Bluesfest, Kanrocksas Music Festival i Lollapalooza, a nastupio je i u Red Rocks Amphitheatreu. Freese, koji se u to vrijeme već bio dogovorio da će svirati bubnjeve za Weezer, nastupio je samo na prvom koncertu. Na ostalim ga je koncertima zamijenio Jeff Friedl, koji je, kao i McJunkins, prethodno radio i s Ashes Divideom i Pusciferom. Keenan i Howerdel i dalje su najavljivali snimanje novog materijala, ali i govorili da je proces spor, da ga otežava logistika novca i dostupnosti i da studijski album vjerojatno ni dalje neće biti snimljen – da je vjerojatnije da će objavljivati zasebne pjesme. Na tim je koncertima svirana samo jedna nova pjesma: "By and Down". Krajem te godine Keenan je otkrio da materijal još nije spreman za objavu i da će se 2012. on i Howerdel vratiti zasebnim projektima – Pusciferu i Ashes Divideu. Skupina je tijekom 2012. bila uglavnom neaktivna, jedino je održala jedan koncert u prosincu. Međutim, u listopadu 2012., prije tog nastupa, Freese je izjavio da će trajno napustiti sastav. Zamijenio ga je Friedl.
Skupina je održala nekoliko koncerata početkom 2013.; među njima su i nastupi na festivalima Soundwave u Australiji i Lollapaloozi u Čileu. Keenan je tad izjavio da još nisu dovršili nove pjesme zbog ostalih obaveza. Grupa je objavila dvije kompilacije u studenom 2013. Na prvoj, zbirci najvećih hitova Three Sixty, pojavila se nova studijska snimka pjesme "By and Down". Druga je kompilacija zapravo box set A Perfect Circle Live: Featuring Stone and Echo; sastoji se od četiri CD-a koncertne glazbe: na prvim trima CD-ima nalaze se izvedbe svih pjesama s albuma Mer de Noms, Thirteenth Step i Emotive održane 2010., okupljene pod nazivom Trifecta, dok se na četvrtom disku nalazi snimka nastupa u Red Rocks Amphiteatreu 2011., nazvana Stone and Echo. Uz set je priložena i videosnimka nastupa Stone and Echo na DVD-u. Tijekom promidžbe tih uradaka Howerdel je još jednom komentirao buduća izdanja; izjavio je da smatra da je "spremno 75 % temelja za [idući] album A Perfect Circlea", iako je priznao da ni dalje nema Keenanovih tekstova i vokalnih melodija i da bi se pjesme još mogle promijeniti ovisno o Keenanovoj reakciji na materijal. Dodao je da se ni dalje nisu slagali o obliku izdanja; Keenan je preferirao manja izdanja, a Howerdel cjelovite albume. Ubrzo nakon toga skupina nekoliko godina više nije bila aktivna u javnosti; jedine iznimke bile su Howerdelovi komentari o posvećenosti grupi 2015. i Keenanovi komentari s početka 2016. u kojima je ponovio da se nada vratiti skupini.

### Eat the Elephant(2017. – danas)
Grupa je ponovno postala aktivna 2017. nakon objave da će otići na sjevernoameričku turneju koja će trajati od travnja do svibnja 2017., s ciljem da im izvedbe uživo posluže kao nadahnuće za završetak snimanja albuma, baš kao što joj je za završetak albuma Mer de Noms poslužila prva turneja 1999. U ožujku je najavila da je potpisala novi ugovor za objavu albuma – prvi nakon trinaest godina – kako bi mogla objaviti četvrti studijski album pod licencijom BMG Rights Managementa. Howerdel je u početku pretpostavljao da bi album mogao biti objavljen negdje između studenog 2017. i početka 2018., a Keenan je komentirao da album neće biti objavljen 2017. Druga je sjevernoamerička turneja počela u listopadu i trajala je do prosinca 2017. Tijekom tih je turneja skupina nastavljala izvoditi nove pjesme, među kojima su bile skladbe "Feathers" i "Hourglass".
Četvrti studijski album, Eat the Elephant, objavljen je 20. travnja 2018. Prije albuma objavljena su četiri singla: "The Doomed" (u listopadu 2017.), "Disillusioned" (u siječnju 2018.), "TalkTalk" (u veljači 2018.) i "So Long, and Thanks for All the Fish" (u travnju 2018.). To je prvi album na kojem je sastav radio s vanjskim glazbenim producentom: Daveom Sardyjem. Sardy je pomogao Keenanu i Howerdelu da pronađu dodirne točke u glazbenim idejama za album i samim time omogućio im da ga brže snime. A Perfect Circle podržao je album dugotrajnom turnejom 2018. tijekom koje je nastupio na Rock on the Rangeu i Coachelli. U lipnju 2018. sastav je produljio turneju novim nastupima u Sjevernoj Americi krajem godine i objavio je dvodimenzionalni hologramski spot za pjesmu "The Contrarian". Iha nije mogao nastupati na koncertima od travnja do srpnja jer je sudjelovao u ponovnom okupljanju The Smashing Pumpkinsa, pa ga je privremeno zamijenio Greg Edwards iz Failurea, premda je Iha i dalje ostao član sastava. Howerdel je istaknuo da bi želio da grupa ostane aktivna i nakon turneje za Eat the Elephant, ali da svaka buduća aktivnost, kao što je i prije bio slučaj, ovisi o tome koliko će Keenan biti dostupan i posvećen ostalim projektima. Keenan je na pitanje hoće li biti još albuma u lipnju 2018. odgovorio "Da, trebalo bi ih biti". Howerdel je u studenom 2018. također bio optimističan, izjavivši da će grupa "zasigurno nastaviti s radom".

## Glazbeni stil, utjecaji i nasljeđe
Glazbu sastava svrstava se u različite žanrove, premda je uz promjene u zvuku i postavi način skladanja ostao isti; Howerdel uglavnom sklada instrumentalne dionice, a Keenan piše tekstove i sklada vokalne melodije. Keenan, koji je već 1990-ih postao poznat kao pjevač Toola, želio je da te dvije skupine zvuče različito:
Howerdel je na sličan način opisao A Perfect Circle kao emocionalniji, osjetljiviji i ženstveniji pristup glazbi u usporedbi s Toolovim pristupom. Naveo je neke albume koji su snažno utjecali na njegov način sviranja: Kings of the Wild Frontier Adama Anta zbog "čudne mješavine piratske glazbe i utjecaja Indijanaca", Tinderbox grupe Siouxsie and the Banshees jer je "jedan od najjezivijih albuma koje sam ikad čuo" i jer ima "gustu atmosferu", Diary of a Madman Ozzyja Osbournea jer je "Randy Rhoads snažno utjecao na mene, pogotovo kad sam tek počeo [svirati gitaru]" i Pornography grupe The Cure, koji je opisao kao "još jedan jeziv, atmosferičan album koji je jedan od najstrašnijih koje sam ikad čuo".
Tracy Frey iz AllMusica opisala je zvuk skupine kao "produžetak stila alt-metala spojenog s art rockom koji je Tool popularizirao početkom i sredinom 90-ih. Iako je sličan Toolu u pogledu intenziteta i melankolije, A Perfect Circle melodičniji je i manje mračan, a prisutni su i teatralni, ambijentalni aspekti u povremenim gudačkim glazbalima i neobičnoj instrumentaciji". Iako je Keenan za prvi album skupine, Mer de Noms, izjavio da pripada hard rocku, na idućim je albumima zbog straha od ponavljanja često usmjeravao skupinu u nježniji, atmosferičniji stil, zbog čega se nije uvijek slagao s Howerdelom, i time je stvorio zvuk opisan kao spoj žestokog rocka s The Cureom u vrijeme albuma Disintegration. Među uobičajenim žanrovima kojima se opisuje glazba sastava nalaze se alternativni rock, alternativni metal, hard rock, art rock, art metal, progresivni rock i progresivni metal. Grupu se također uvrštavalo u nu metal, mahom zbog toga što je postala poznata u vrijeme kad je taj žanr počeo prigrljivati melodičniji, žešći zvuk nalik zvuku A Perfect Circlea i korištenju tog pojma suprotstavile su se brojne publikacije.
I A Perfect Circle i Tool smatraju se vrlo utjecajnima na moderni rock. U retrospektivi iz 2015. VH1 je istaknuo da je "u jednom trenutku imitiranje Toolova zvuka postalo zaseban podžanr rocka. Međutim, to može navesti na pogrešan trag jer su mnogi takvi sastavi zapravo krali ideje od A Perfect Circlea – ta skupina služi se lakšim melodijama i jednostavnijim ritmovima." Recenzenti mrežnih mjesta kao što su AllMusic i Rolling Stone naveli su Mer de Noms i Thirteenth Step kao rijetke primjere relevantnosti i kvalitete u modernoj rock glazbi. Mrežni glazbeni časopis musicOMH komentirao je da je skupina "doslovno uspostavila alternativni rock na način koji nam je danas poznat."

## Članovi sastava
| Sadašnji članovi - Maynard James Keenan – vokali (1999. – 2004., 2010. – danas) - Billy Howerdel – gitara, klavijature, prateći vokali, studijska bas-gitara (1999. – 2004., 2010. – danas) - James Iha – gitara, klavijature (2003. – 2004., 2010. – danas) - Matt McJunkins – bas-gitara, prateći vokali (2010. – danas) - Jeff Friedl – bubnjevi (2011. – danas) Koncertni članovi - Greg Edwards – gitara, klavijature (2018. – danas) | Bivši članovi - Troy Van Leeuwen – gitara (1999. – 2002.) - Danny Lohner – gitara (2003., 2004.) - Paz Lenchantin – bas-gitara, gudačka glazbala, prateći vokali (1999. – 2002., 2004.) - Jeordie White – bas-gitara (2003. – 2004.) - Tim Alexander – bubnjevi (1999.) - Josh Freese – bubnjevi (1999. – 2004., 2010. – 2011.) |

## Diskografija
Studijski albumi
- Mer de Noms (2000.)
- Thirteenth Step (2003.)
- Emotive (2004.)
- Eat the Elephant (2018.)

## Vanjske poveznice
- Službeno mrežno mjesto sastava